# 清水隆次
清水 隆次（しみず たかじ、1896年（明治29年）12月31日 - 1978年（昭和53年）6月22日）は、日本の武道家。神道夢想流杖術免許皆伝、全日本剣道連盟杖道範士九段、警視庁杖道名誉師範。

## 経歴
福岡県京都郡犀川町（現・みやこ町）出身。旧福岡藩白石範次郎に神道夢想流杖術、一心流鎖鎌術、一達流捕縄術を学び、免許皆伝を受ける。
1927年（昭和2年）警視庁弥生祭奉納武術大会において神道夢想流杖術を演武し、好評を博す。1931年（昭和6年）上京して警視庁の武道講師を務めるとともに、嘉納治五郎の要請で講道館において杖術を指導する。同年、大日本武徳会から捕縄術精錬証を授与される。1933年（昭和8年）警視庁特別警備隊（後の機動隊）発足に伴い、同部隊警杖術訓練を指導する。1935年（昭和10年）大日本武徳会から杖術教士号を授与される。
太平洋戦争後、警察大学校逮捕術教範制定の委員を務める。1955年（昭和30年）全日本杖道連盟を結成。1956年（昭和31年）全日本剣道連盟に加盟し、全日本杖道連盟を解散。1960年（昭和35年）全日本剣道連盟から杖道範士号を授与される。1964年（昭和39年）東京オリンピック・デモンストレーションで杖道を演武する。1968年（昭和43年）全日本剣道連盟杖道制定の委員を務める。1970年（昭和45年）全日本剣道連盟から杖道九段を授与された。同年、勲六等単光旭日章も受章した。

## 清水隆次が允可した神道夢想流免許皆伝者
- 濱地光一
- 中島浅吉
- 黒田市太郎
- 米野光太郎
- 廣井常次
- 神之田常盛
- 西岡常夫
- 濱地康剛